# Kerta Sari
Kerta Sari is een bestuurslaag in het regentschap Oost-Lombok van de provincie West-Nusa Tenggara, Indonesië. Kerta Sari telt 2233 inwoners (volkstelling 2010).